# Colin Dickinson
Colin Healey Dickinson (14 de outubro de 1931 — 9 de agosto de 2006) foi um ciclista neozelandês. Representou seu país, Nova Zelândia, nos Jogos Olímpicos de Verão de 1952 em Helsinque, competindo em duas provas de ciclismo de pista.